# Alexander Payer
Alexander Payer (conocido como Alex Payer; St. Veit an der Glan, 12 de septiembre de 1989) es un deportista austríaco que compite en snowboard. Su esposa, Sabine Schöffmann, compite en el mismo deporte.
Ganó una medalla de bronce en el Campeonato Mundial de Snowboard de 2023, en la prueba de eslalon gigante paralelo. Participó en dos Juegos Olímpicos de Invierno, en los años 2018 y 2022, ocupando el octavo lugar en Pekín 2022, en el eslalon gigante paralelo.

## Medallero internacional
| Campeonato Mundial | Campeonato Mundial  | Campeonato Mundial | Campeonato Mundial       |
| Año                | Lugar               | Medalla            | Prueba                   |
| ------------------ | ------------------- | ------------------ | ------------------------ |
| 2023               | Bakuriani (Georgia) | Medalla de bronce  | Eslalon gigante paralelo |